# Rotherfield
Rotherfield es una localidad situada en el condado de Sussex Oriental, en Inglaterra (Reino Unido). Tiene una población estimada, a mediados de 2019, de 1265 habitantes.
Está ubicada al sur de la región Sudeste de Inglaterra, cerca de la costa del canal de la Mancha y al sur de Londres.